# Stancho Ivanov
Stancho Kolev Ivanov (Stara Zagora, Bulgaria, 11 de abril de 1937) es un deportista búlgaro retirado especialista en lucha libre olímpica donde llegó a ser subcampeón olímpico en Roma 1960.

## Carrera deportiva
En los Juegos Olímpicos de 1960 celebrados en Roma ganó la medalla de plata en lucha libre olímpica estilo peso pluma, tras el luchador turco Mustafa Dağıstanlı (oro) y por delante del soviético Vladimir Rubashvili (bronce). Cuatro años después, en las Olimpiadas de Tokio 1964 volvió a ganar la plata en la misma modalidad.